# Мешканк, Ян
Ян Ме́шканк (в.-луж. Jan Meškank), немецкий вариант — Йоганн Мешганг (нем. Johann Meschgang; 23 июля 1905 года, деревня Бронё, Лужица, Германия — 4 октября 1972 года, деревня Канецы, Лужица, Германская Демократическая Республика) — лужицкий писатель, педагог и общественный деятель.

## Биография
Родился 23 июля 1905 года в крестьянской семье в серболужицкой деревне Бронё. В 1919 году окончил народную школу. С 1919 года по 1921 год обучался в Католическом педагогическом училище в Будишине. В 1921 году вступил в спортивную организацию Сербский сокол. Закончив в 1921 году педагогическое училище, занимался до 1928 года самообразованием. С 1928 года был учителем в деревне Люпой и Радворе. С 1930 года преподавал в деревне Коморове и с 1931 года — в деревнях Клюкш и Вотрове. В 1933 году после прихода к власти нацистов был выслан из Лужицы. Преподавал в Бретниге-Хаусвальде. В 1934 году ему разрешили возвратиться в Лужицу, после чего до 1937 года был учителем в деревне Зджер и с 1937 года по 1944 год преподавал в деревне Клюкш. С 1935 года по 1941 год был директором Сербского музея в Будишине. Летом 1944 года был арестован Гестапо и содержался в заключении в Дрездене. В феврале 1945 года во время бомбардировки Дрездена бежал вместе с Яном Цыжем из тюрьмы.
После войны продолжил заниматься преподавательской деятельностью. Будучи учителем, занимался активной общественной деятельностью. 10 мая 1945 года в Будишине состоялось собрание лужицких общественных деятелей, в котором участвовали также Ян Мешканк и Ян Цыж. Во время этого собрания они решили воссоздать деятельность запрещённого нацистами серболужицкого культурно-просветительского общества «Домовина». До 30 ноября 1946 года был исполняющим обязанности председателя «Домовины» и до 1957 года — членом совета «Домовины». Как один из основателей Серболужицкого национального комитета вступил в политический конфликт с председателем «Домовины» Паволом Недо. В 1951 году был одним из основателей Института сербского народоведения (сегодня — Серболужицкий институт).
В 1970 году вышел на пенсию. В 1972 году за свою активную общественную деятельность был удостоен премии имени Якуба Чишинского.
Скончался 4 октября 1972 года в деревне Канецы.

## Сочинения
- Serbske narodne drasty. 2. Drasta Katolskich Serbow. Budyšin 1957
- Serbske ludowe bajki. Berlin 1955
- Wotrow a wokolina. Přinošk k wjesnej chronice. Budyšin 1958
- Die Ortsnamen der Oberlausitz. Bautzen 1973